# Carl Gustaf Danckwardt (1786–1875)
Carl Gustaf Danckwardt, född 23 december 1786, död 5 februari 1875, var en svensk lagman. Han var son till Magnus Gustaf Danckwardt.
Danckwardt var protokollsekreterare i Göta hovrätt. Han blev lagman i Kalmar läns och Ölands lagsaga 1820 och var det till den upphörde vid årsskiftet 1849/1850.. 
Han var innehavare av Källunda och Åminne i Kärda socken.